# Vin Weber
John Vincent "Vin" Weber, född 24 juli 1952 i Slayton, Minnesota, är en amerikansk republikansk politiker. Han var ledamot av USA:s representanthus 1981–1993.
Weber studerade vid University of Minnesota och var först medarbetare åt Tom Hagedorn och sedan åt Rudy Boschwitz, båda republikanska politiker från Minnesota. 
Weber efterträdde 1981 Rick Nolan som kongressledamot.
Weber ställde inte upp för omval i kongressvalet 1992 och efterträddes av demokraten David Minge.
Efter tiden i kongressen har Weber varit verksam som lobbyist. Han stödde Mitt Romney i 2008 och 2012 års presidentval och har tillkännagivit sitt stöd åt Jeb Bush i presidentvalet 2016.
Weber var en av undertecknarna av brevet till Bill Clinton år 1998 där Project for the New American Century uttryckte sin önskan om att störta Saddam Hussein i Irak.